# Пискулин, Анатолий Алексеевич
Анато́лий Алексе́евич Писку́лин (род. 1 декабря 1952, Липецк, Воронежская область) — советский легкоатлет, специалист по тройному прыжку. Выступал за сборную СССР по лёгкой атлетике в 1970-х годах, бронзовый призёр чемпионата Европы, победитель чемпионата Европы в помещении, победитель Кубка Европы, чемпион Универсиады в Софии, многократный победитель и призёр первенств всесоюзного значения. Мастер спорта СССР международного класса. Тренер и преподаватель.

## Биография
Анатолий Пискулин родился 1 декабря 1952 года в Липецке.
Начал заниматься лёгкой атлетикой в 1967 году, проходил подготовку в Ельце в местной Детско-юношеской спортивной школе № 1. Затем переехал на постоянное жительство в Ленинград, поступив в Государственный дважды орденоносный институт физической культуры имени П. Ф. Лесгафта. Воспитанник заслуженного тренера СССР Георгия Дмитриевича Узлова. Член добровольного спортивного общества «Зенит» (Ленинград).
Первого серьёзного успеха на всесоюзном уровне добился в сезоне 1975 года, когда в тройном прыжке одержал победу на зимнем чемпионате СССР в Ленинграде. Позже выиграл бронзовую медаль на чемпионате страны в рамках VI летней Спартакиады народов СССР в Москве. Будучи студентом, представлял Советский Союз на Универсиаде в Риме, где стал серебряным призёром.
В 1976 году получил серебро на чемпионате СССР в Киеве.
В 1977 году занял второе место на зимнем чемпионате СССР в Минске, был лучшим в матчевой встрече со сборной США в Сочи и на летнем чемпионате СССР в Москве. На Универсиаде в Софии превзошёл всех соперников, показав очень высокий результат 17,30 метра — этот рекорд однако не был ратифицирован из-за сильного ветра во время прыжка. Помимо этого, с ратифицированным личным рекордом 17,09 Пискулин одержал победу на Кубке Европы в Хельсинки, стал вторым на Кубке мира в Дюссельдорфе.
В 1978 году победил на зимнем чемпионате СССР в Москве и на чемпионате Европы в помещении в Милане. Также занял первое место в матчевой встрече со сборной США в Беркли, взял бронзу на чемпионате Европы в Праге, победил в эстафете 4 × 100 метров на летнем чемпионате СССР в Тбилиси.
В 1979 году с личным рекордом 17,00 занял третье место на зимнем чемпионате СССР в Минске, получил серебро на чемпионате Европы в помещении в Вене, уступив только своему соотечественнику Геннадию Валюкевичу. Позднее завоевал бронзовую награду на чемпионате страны в рамках VII летней Спартакиады народов СССР в Москве, показал третий результат на Кубке Европы в Турине.
За выдающиеся спортивные достижения удостоен почётного звания «Мастер спорта СССР международного класса».
Работал тренером и преподавателем в Военной инженерно-космической академии имени А. Ф. Можайского. Подполковник в отставке.
Впоследствии вернулся в Елец, возглавлял спортивный факультет Елецкого государственного университета имени И. А. Бунина.
В 2014 году в Ельце участвовал в эстафете олимпийского огня зимних Олимпийских игр в Сочи.